# Age of Empires: Castle Siege
Age of Empires: Castle Siege est un jeu vidéo de tower defense multijoueur développé par Smoking Gun Interactive et publié par Microsoft Studios le 17 septembre 2014 sur Windows et Windows Phone puis le 20 mai 2015 sur iOS ,. Contrairement aux précédents titres de la série Age of Empires, Castle Siege est un jeu de tower defense disponible gratuitement. Son modèle économique est fondé sur un système de micro-transaction permettant  aux joueurs de développer plus rapidement les capacités d’attaque et de défense de leur château.
Le jeu a été arrêté le 13 mai 2019.

## Système de jeu
Castle Siege est un tower defense multijoueur s'inspirant de Clash of Clans dans lequel le joueur doit construire un château lui permettant de produire des ressources et de lever une armée. Cette dernière peut être utilisée pour attaquer les châteaux d’autres joueurs afin de récupérer des ressources supplémentaires et d’amasser des couronnes (correspondant au nombre de point des joueurs). Les joueurs peuvent également forger des alliances,.

### Bâtiments
Le château est construit autour d’un donjon entouré de différents types de bâtiments. Certains ont un intérêt économique et permettent de produire des ressources alors que d’autres permettent de recruter des soldats. Le château est protégé des attaques par des fortifications, incluant des murs, des tours et des pièges. Les bâtiments peuvent être améliorés afin d’en accroître la productivité, améliorer le donjon permettant de débloquer de nouveaux bâtiments.

### Ressources
Trois types de ressources sont disponibles dans le jeu : la nourriture, le bois et la pierre. L’or, qui peut être acheté avec de l’argent réel, est une monnaie virtuelle permettant d’acheter des ressources ou accroître la productivité d’un bâtiment.

### Armées
Les armées sont constituées de quatre types d’unités : l’infanterie, les archers, la cavalerie et les armes de siège. Chaque civilisation dispose également d’une unité spécifique plus puissantes que les unités de base. Les joueurs peuvent également inclure des héros dans leur armée, ces derniers disposant de capacités spéciales.

### Civilisations
Six civilisations sont disponibles dans le jeu : les Britanniques, les Byzantins, les Francs, les Rus' de Kiev, les Sarrasins et les Teutons.

## Accueil
- Tom's Guide : 4/10[7]